# Cerro Aguja Sur
Cerro Aguja Sur är ett berg i Chile.   Det ligger i provinsen Provincia de Llanquihue och regionen Región de Los Lagos, i den södra delen av landet, 1 000 km söder om huvudstaden Santiago de Chile. Toppen på Cerro Aguja Sur är 2 201 meter över havet.
Terrängen runt Cerro Aguja Sur är huvudsakligen bergig. Trakten runt Cerro Aguja Sur är nära nog obefolkad, med mindre än två invånare per kvadratkilometer.. Det finns inga samhällen i närheten.
I omgivningarna runt Cerro Aguja Sur växer i huvudsak blandskog.